# Dianne Primavera

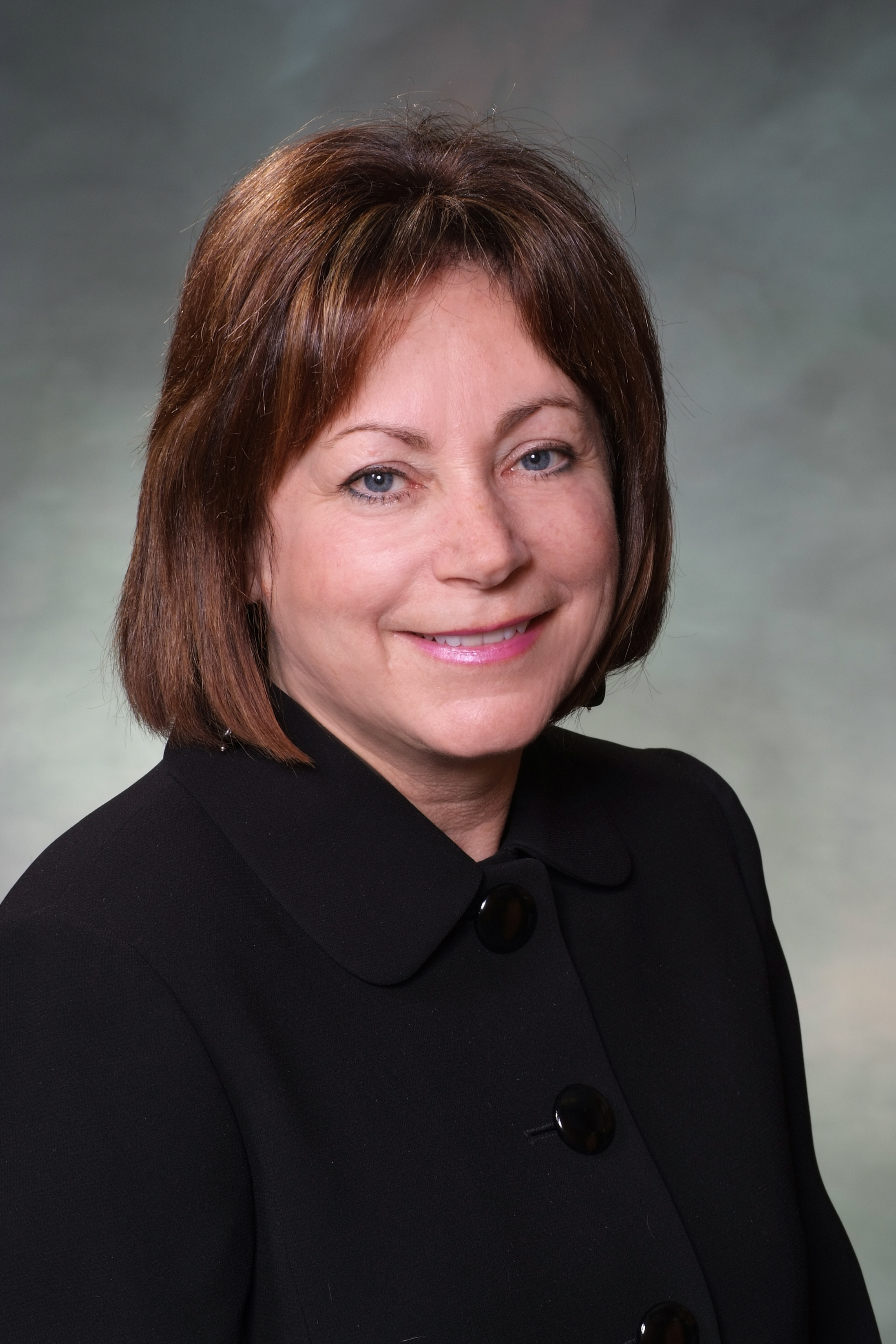
Dianne Primavera

Dianne I. Primavera (* 28. Januar 1950 in Denver, Colorado) ist eine US-amerikanische Politikerin (Demokratische Partei). Sie ist seit dem 8. Januar 2019 Vizegouverneurin des Bundesstaates Colorado.

## Werdegang
Primavera wurde 2006 in das Colorado House of Representatives für den 33. District gewählt und wurde 2008 im Amt bestätigt. Im Jahr 2010 verlor sie ihren Sitz gegen Donald Beezley, den sie jedoch 2012 wiedergewann.
Jared Polis ernannte Primavera zu seinem „Running Mate“ für die Gouverneurswahl 2018. Er gewann die Wahl und Primavera wurde zusammen mit ihm am 8. Januar 2019 ins Amt eingeführt.